# 와튼 스쿨

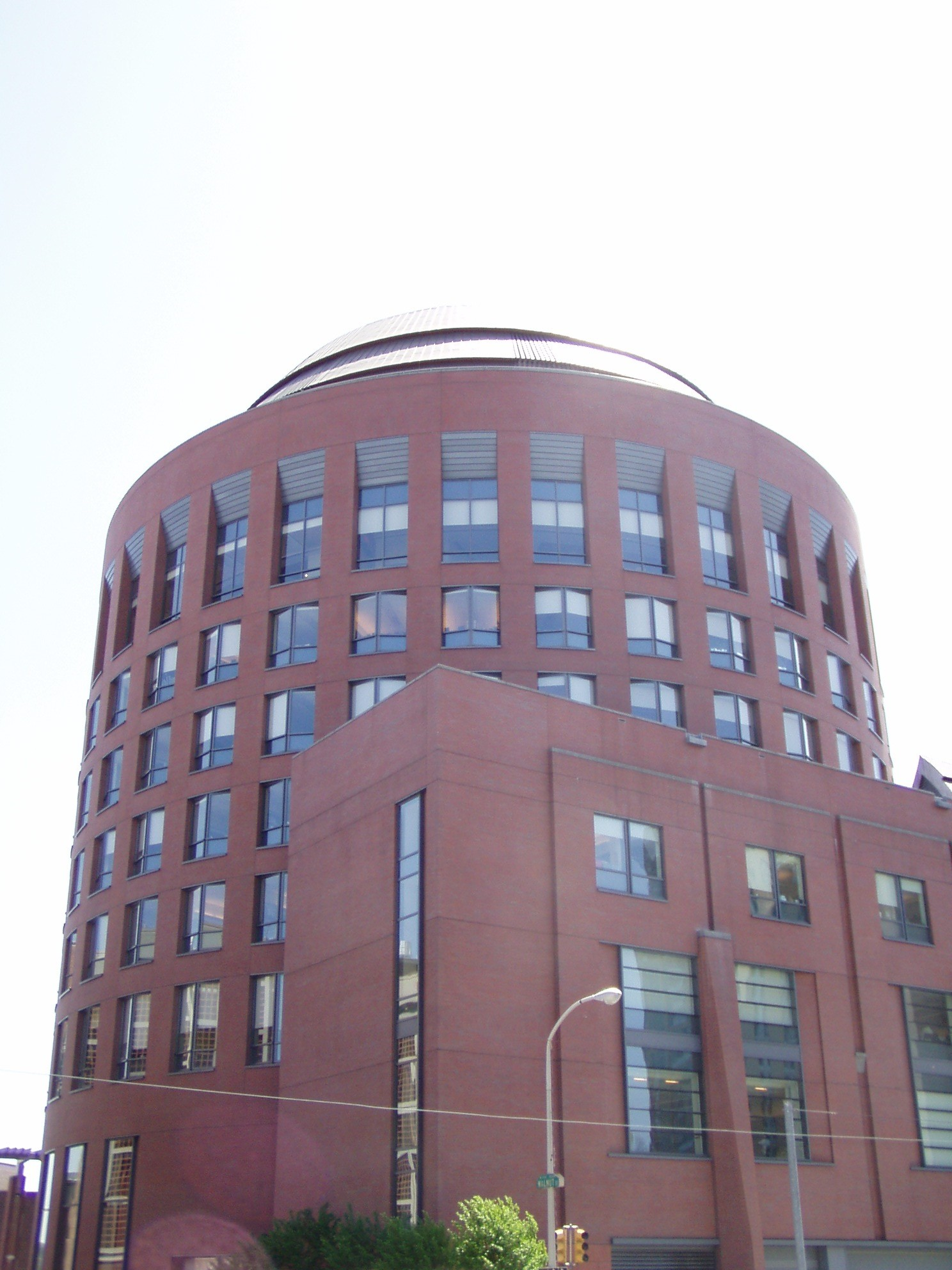

펜실베이니아 대학교 와튼 (워튼) 스쿨(영어: Wharton School of the University of Pennsylvania)은 미국 아이비리그 대학교 중 하나인 펜실베이니아 대학교의 상경대학이다. 1881년에 필라델피아의 사업가인 조셉 와튼의 기부로 설립되었다. 와튼 소속인 경영전문대학원(Wharton Business School)과 경영학 학부 과정(Undergraduate)이 모두 US news and world report 등 각종 대학 및 전공 순위에서 1위를 차지하는 등 미국 내 최고의 경영학 전공 과정으로 명성이 높다.